# Kirikou et Karaba
Kirikou et Karaba est une comédie musicale créée en 2007. Il s'agit d'une adaptation du dessin animé Kirikou et la Sorcière de Michel Ocelot.

## Genèse
Devant le succès du dessin animé de Michel Ocelot Kirikou et la Sorcière en 1998, et de sa suite, Kirikou et les Bêtes sauvages, en 2005, le producteur Victor Bosch (Notre-Dame de Paris) a l'idée d'une adaptation en comédie musicale. Le projet naît avant même la sortie de Kirikou et les Bêtes sauvages, au moins dès 2004, parmi d'autres idées envisagées autour de Kirikou.
Adapter un dessin animé en comédie musicale avec de vrais acteurs n'est alors pas une nouveauté : cela s'est déjà fait avec plusieurs dessins animés Disney, comme Le Roi lion, dont la comédie musicale à Broadway connaissait un succès durable depuis 1997. Grâce au succès de Kirikou à cette période, Victor Bosch n'a pas de difficultés à rassembler un budget de 4 millions d'euros pour le projet.
À l'initiative du directeur de la Maison de la danse de Lyon, le chorégraphe britannique Wayne McGregor est engagé pour monter le spectacle. Le livret et les chansons sont écrits par le créateur de Kirikou, Michel Ocelot. Les musiques sont composées par Christophe Minck, avec la participation de Rokia Traoré et Youssou N'Dour, qui avaient déjà composé une partie des bandes originales des deux dessins animés. Les décors et les costumes sont de Peter McKintosh et les lumières de Lucy Carter. Kirikou enfant est représenté par une marionnette animée par le comédien Legrand Bemba-Débert, qui donne également sa voix au héros enfant et joue ensuite Kirikou adulte. La sorcière Karaba, quant à elle, est jouée par Fatoumata Diawara.

## Création
Kirikou et Karaba est créé le 11 septembre 2007 à la Maison de la danse, à Lyon. La comédie part ensuite en tournée dans plusieurs villes de France, dont Paris, fin 2007 puis au cours de l'année 2008. Elle est notamment représentée au Casino de Paris du 3 octobre au 31 décembre 2007. Une seconde tournée est organisée à partir de mai 2009, avec de nouvelles représentations au Palais des congrès de Paris, puis dans toute la France. Entre septembre 2007 et mai 2009, le spectacle accueille 240 000 spectateurs.

## Bande originale
La version CD sort dès le lancement de la comédie musicale en septembre 2007. Elle reprend les chansons du spectacle, et y ajoute quelques titres supplémentaires.